# Рибалочка атоловий
Рибалочка атоловий (Ceyx websteri) — вид сиворакшоподібних птахів родини рибалочкових (Alcedinidae). Ендемік Папуа Нової Гвінеї.

## Опис
Довжина птаха становить 22 см. Верхня частина тіла зеленувато-синя, нижня частина тіла блідо-охриста, на грудях нечіткий зеленувато-синій "комір". Дзьоб і лапи чорні.

## Поширення і екологія
Атолові рибалочки мешкають на островах Нова Британія, Нова Ірландія, Новий Гановер, Умбой і Ліхір в архіпелазі Бісмарка. Вони живуть у вологих рівнинних тропічних лісів, на берегах невеликих річок з повільною течією. Зустрічаються на висоті до 300 м над рівнем моря. На берегах великих річок, озер і в мангрових заростях вони замінюються блакитними рибалочками, а на берегах невеликих струмків новоірландськими і новобританськими рибалочками.

## Збереження
МСОП класифікує цей вид як вразливий. За оцінками дослідників популяція атолових рибалочок становить від 3500 до 15000 птахів. Їм загрожує знищення природного середовища.